# امانوئل کارالیس
امانوئل کارالیس (یونانی: Εμμανουήλ Καραλής؛ زادهٔ ۲۰ اکتبر ۱۹۹۹) ورزشکار پرش با نیزه اهل یونان است.
وی در مسابقات کشوری و بین‌المللی در مجموع برندهٔ ۱ مدال طلا، ۲ مدال نقره، ۱ مدال برنز شده‌است.